# Golfe de Vénus
 (signalé en mai 2025).
Si vous disposez d'ouvrages ou d'articles de référence ou si vous connaissez des sites web de qualité traitant du thème abordé ici, merci de compléter l'article en donnant les références utiles à sa vérifiabilité et en les liant à la section « Notes et références ».
- Archive Wikiwix
- Bing
- Cairn
- DuckDuckGo
- E. Universalis
- Gallica
- Google
- G. Books
- G. News
- G. Scholar
- Persée
- Qwant
- (zh) Baidu
- (ru) Yandex
- (wd) trouver des œuvres sur Wikidata

Le golfe de Vénus (italien : Golfo di Venere) est un golfe du sud de la mer Adriatique situé dans les Abruzzes, le long de la Costa dei Trabocchi, qui s'étend sur environ 2 kilomètres sur le territoire de la commune de Fossacesia (province de Chieti).
Il tire son nom de l'abbaye de San Giovanni in Venere, située sur une colline qui domine Fossacesia et le golfe.